# Karel Hartmann
Karel Hartmann (Příbram, 6 luglio 1885 – Auschwitz, 16 ottobre 1944) è stato un hockeista su ghiaccio ceco di origine ebraica, vittima dell'Olocausto.

## Palmarès

### Olimpiadi
- Bronzo a Anversa 1920 nell'hockey su ghiaccio.